# Oxyeleotris lineolata
Espèce
Synonymes
- Eleotris lineolata Steindachner, 1867[1]
- Eleotris lineolatus Steindachner, 1867[1]
- Oxyeleotris lineolatus (Steindachner, 1867)[1]

Oxyeleotris lineolata est une espèce de poissons de la famille des Eleotridae (ordre des Gobiiformes).

## Systématique
L'espèce Oxyeleotris lineolata a été initialement décrite en 1867 par le zoologiste autrichien Franz Steindachner (1834-1919) sous le protonyme d’Eleotris lineolatus.

## Répartition, habitat
Oxyeleotris lineolata se rencontre dans les eaux douces du Nord de l'Australie et du centre-ouest de la Nouvelle-Guinée. Toutefois aucune localité précise n'a été fournie en Nouvelle-Guinée et sa présence mérite confirmation.

## Description
Oxyeleotris lineolata peut mesurer jusqu'à 45 cm mais sa taille habituelle est d'environ 20 cm. Son poids maximal est de 3 kg[réf. nécessaire]. C'est un poisson de couleur brune, sédentaire et démersal.

## Oxyeleotris lineolataet l'Homme
C'est l'un des poissons les plus appréciés pour sa chair par les Australiens[réf. nécessaire].